# Вверх (игра)
«Вверх» — видеоигра, основанная на одноимённом мультфильме и выпущенная компаниями THQ и Disney Interactive в 2009 году.

## Сюжет
История фокусируется на пожилом вдовце по имени Карл Фредриксен и мальчике по имени Рассел, которые летят в Южную Америку в доме, подвешенном на воздушных шарах.
Версии для PS3, Xbox 360 и Wii следуют за сюжетом мультфильма более точно, охватывая одиннадцать уровней, с некоторыми ограничениями[что?]. Версии для PS2, PSP и ПК являются гораздо более легкой адаптацией, в которой Карл и Рассел пытаются преодолеть больший путь через джунгли, пытаясь достичь Райского водопада; эти версии имеют более 20 уровней.

## Геймплей
«Вверх» следует сюжетной линии фильма, в которой Карл, Рассел и Даг идут по джунглям Венесуэлы. В игре можно играть за всех упомянутых персонажей, и во всех версиях игрок должен переключаться между ними, чтобы воспользоваться уникальными способностями каждого героя преодолевать препятствия, стараясь при этом избегать травм, поскольку все игровые персонажи (в зависимости от версии) имеют одну полосу здоровья. Игра содержит многопользовательский геймплей и воздушный бой в дополнение к основной игре.
Версия игры для PlayStation 3 была первой игрой, основанной на фильме Pixar, в которой поддерживалась система трофеев. В этой версии и версии для Xbox 360 есть онлайн-достижения, основанные на логотипах Wilderness Explorer. Во всех версиях (помимо основного сюжетного режима) есть многопользовательские воздушные бои.

## Критика и отзывы
| Сводный рейтинг    | Сводный рейтинг | Сводный рейтинг | Сводный рейтинг | Сводный рейтинг | Сводный рейтинг | Сводный рейтинг |
| Издание            | Оценка          | Оценка          | Оценка          | Оценка          | Оценка          | Оценка          |
| Издание            | DS              | PC              | PS2             | PS3             | Wii             | Xbox 360        |
| ------------------ | --------------- | --------------- | --------------- | --------------- | --------------- | --------------- |
| GameRankings       | N/A             | N/A             | N/A             | N/A             | N/A             | 64,53 %         |
| Metacritic         | 48/100          | 53/100          | N/A             | 65/100          | 62/100          | 61/100          |
| Иноязычные издания |                 |                 |                 |                 |                 |                 |
| Издание            | Оценка          | Оценка          | Оценка          | Оценка          | Оценка          | Оценка          |
| Издание            | DS              | PC              | PS2             | PS3             | Wii             | Xbox 360        |
| Famitsu            | 24/40           | N/A             | N/A             | N/A             | 27/40           | N/A             |
| GameSpot           | N/A             | N/A             | N/A             | N/A             | 5/10            | 5,5/10          |
| GameZone           | N/A             | N/A             | N/A             | N/A             | 5/10            | 7,4/10          |
| IGN                | N/A             | N/A             | 5,8/10          | 7/10            | 7/10            | 7/10            |
| Nintendo Power     | N/A             | N/A             | N/A             | N/A             | 6,5/10          | N/A             |
| OXM                | N/A             | N/A             | N/A             | N/A             | N/A             | 7/10            |

Версии игры для PlayStation 3, Wii, Xbox 360 и ПК получили «смешанные» отзывы, в то время как версия для DS получила «неудовлетворительные отзывы», согласно сайту агрегатору обзоров Metacritic. В Японии, где игра была портирована на DS и Wii и выпущена E Frontier 3 декабря 2009 года, журнал Famitsu дал ей оценку в виде четырех шестерок для версии DS, и трех семерок и одной шестерки для версии Wii.